# San Millán de Lara
San Millán de Lara est une commune d'Espagne dans la communauté autonome de Castille-et-León, province de Burgos. Elle s'étend sur 33,62 km2 et comptait environ 74 habitants en 2011.